# 宇都宮バイパス
宇都宮バイパス（うつのみやバイパス）は、栃木県宇都宮市の国道4号のバイパス道路である。宇都宮駅西口前を通る旧国道4号の「バイパス第一号」として建設された道路であり、新4号国道は「バイパス第二号」である。
旧道はすでに別の国道への指定変更や県道降格となっており、このルートが国道4号の現道である。

## 概要
- 起点 : 栃木県宇都宮市西原町 西原交差点＝（国道119号終点）
- 終点 : 栃木県宇都宮市御幸町 ＝（栃木県道10号宇都宮那須烏山線交点）
- 路線延長 : 6.260 km[1]
- 車線 : 
  - 西原交差点 - 平松町交差点 : 2車線[要出典]
  - 平松町交差点 - 東町交差点 : 3車線（下り1車線、上り2車線）[要出典]

## 歴史
- 1957年（昭和32年）
  - 計画調査開始。[1]
  - 実測調査開始。[1]
- 1959年（昭和34年）：用地買収が済んだ地点から順次着工。[1]
- 1962年（昭和37年）
  - 1月：用地買収完了。[1]
  - 4月1日：旧真岡街道から終点までの 4200 m 区間開通。[1]
  - 12月15日：全線供用開始。[1]

## 交差する道路
- 上側が起点側、下側が終点側。左側が上り側、右側が下り側。
- 交差する道路の特記がないものは市道。

| 交差する道路                             | 交差する道路                             | 交差する場所 |
| ---------------------------------------- | ---------------------------------------- | ------------ |
| 国道4号 小山・下野方面                   |                                          |              |
| 国道119号（東京街道）                    | 国道119号（東京街道）                    | 西原         |
| 栃木県道35号宇都宮結城線（上三川街道）   | 栃木県道35号宇都宮結城線（上三川街道）   | 簗瀬         |
| 栃木県道46号宇都宮真岡線（平成通り）     | 栃木県道46号宇都宮真岡線（平成通り）     | 簗瀬3丁目    |
| 栃木県道1号宇都宮笠間線（水戸街道）      | 国道123号（水戸街道）                    | 平松町       |
| 栃木県道64号宇都宮向田線（鬼怒通り）     | 栃木県道64号宇都宮向田線（鬼怒通り）     | 峰町         |
| （白楊高通り）                           | （白楊高通り）                           | 泉が丘       |
| （競輪場通り）                           | （競輪場通り）                           | 東消防署北   |
| 栃木県道10号宇都宮那須烏山線（陸羽街道） | 栃木県道10号宇都宮那須烏山線（陸羽街道） | 東町         |
| 国道4号 那須塩原・さくら方面             |                                          |              |

## 沿線施設
- SUBARU宇都宮事業所
- カルマーレ
- 宇都宮市中央卸売市場
- 宇都宮市立城東小学校
- 国土交通省関東地方整備局宇都宮国道事務所
- 国立大学法人宇都宮大学
- カルナショッピングセンター
- 宇都宮東郵便局
- 宇都宮駅東公園
- 宇都宮市体育館
- 栃木県立宇都宮産業展示館「マロニエプラザ」
- 栃木県立宇都宮白楊高等学校
- 宇都宮市立泉が丘中学校
- 宇都宮市立泉が丘小学校
- 宇都宮東消防署
- 栃木県警宇都宮東警察署
- 宇都宮中央自動車学校
- 皆藤病院

## 交通量
2005年度（平成17年度道路交通センサスより）
平日24時間交通量（台）
- 宇都宮市簗瀬町：29,440
- 宇都宮市今泉町：25,319

## 特徴
- 宇都宮市街地、特に宇都宮駅北部周辺の慢性渋滞を緩和するため、市街地を避け市街地南部から南東部を経て北部に抜けるバイパス道路である。
- 本バイパスの開通により、旧道の西原町～池上町は国道119号に、池上町～大通り１丁目～宮の橋～東町は栃木県道10号宇都宮那須烏山線として認定された[注釈 2]。
- 市街地区間に共同溝工事により電線類地中化が進められている。
- 旧国道4号と区別する意味で、開通以来「4号バイパス」と呼ばれた。